# Tapinauchenius concolor
Tapinauchenius concolor is een spinnensoort uit de familie van de vogelspinnen (Theraphosidae). De wetenschappelijke naam van de soort werd voor het eerst geldig gepubliceerd in 1947 door Lodovico di Caporiacco als Pachistopelma concolor.

## Voorkomen
De soort komt voor in Guyana.